# 조리 (신발)

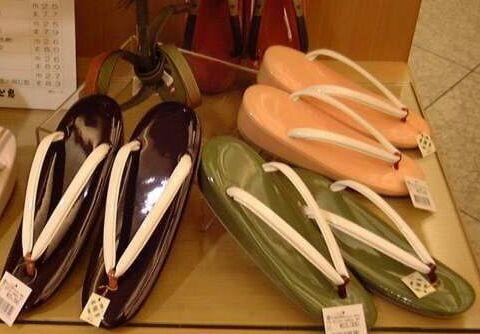
여성용 가죽 조리.

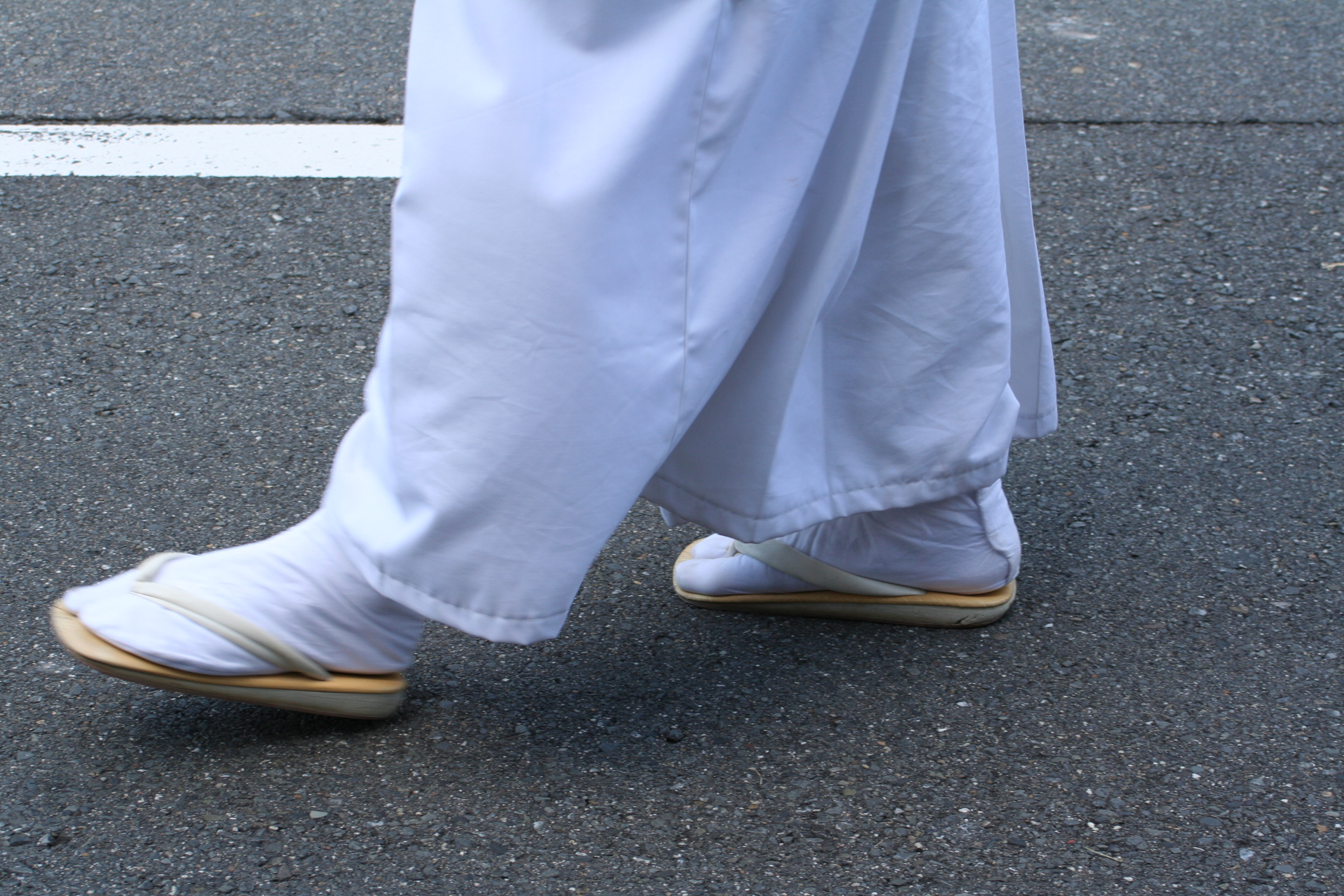
조리를 신은 모습

조리(일본어: 草履)는 일본의 전통 짚신이다. 메이지시대 이후 서양의 신발이 보급되기 전까지 일본에서 널리 신었다. 현대 일본에서는 주로 일본 전통 의상을 입을 때 신는다. 게타보다 격식이 있게 여긴다. 현대의 조리는 재질이 주로 가죽이고 천이나 비닐 등도 쓰인다.
엄지발가락과 검지발가락 사이에 끈을 끼워 신는 형태의 여름용 샌들을 조리라고 부르기도 한다.

## 같이 보기
- 게타